# 棍

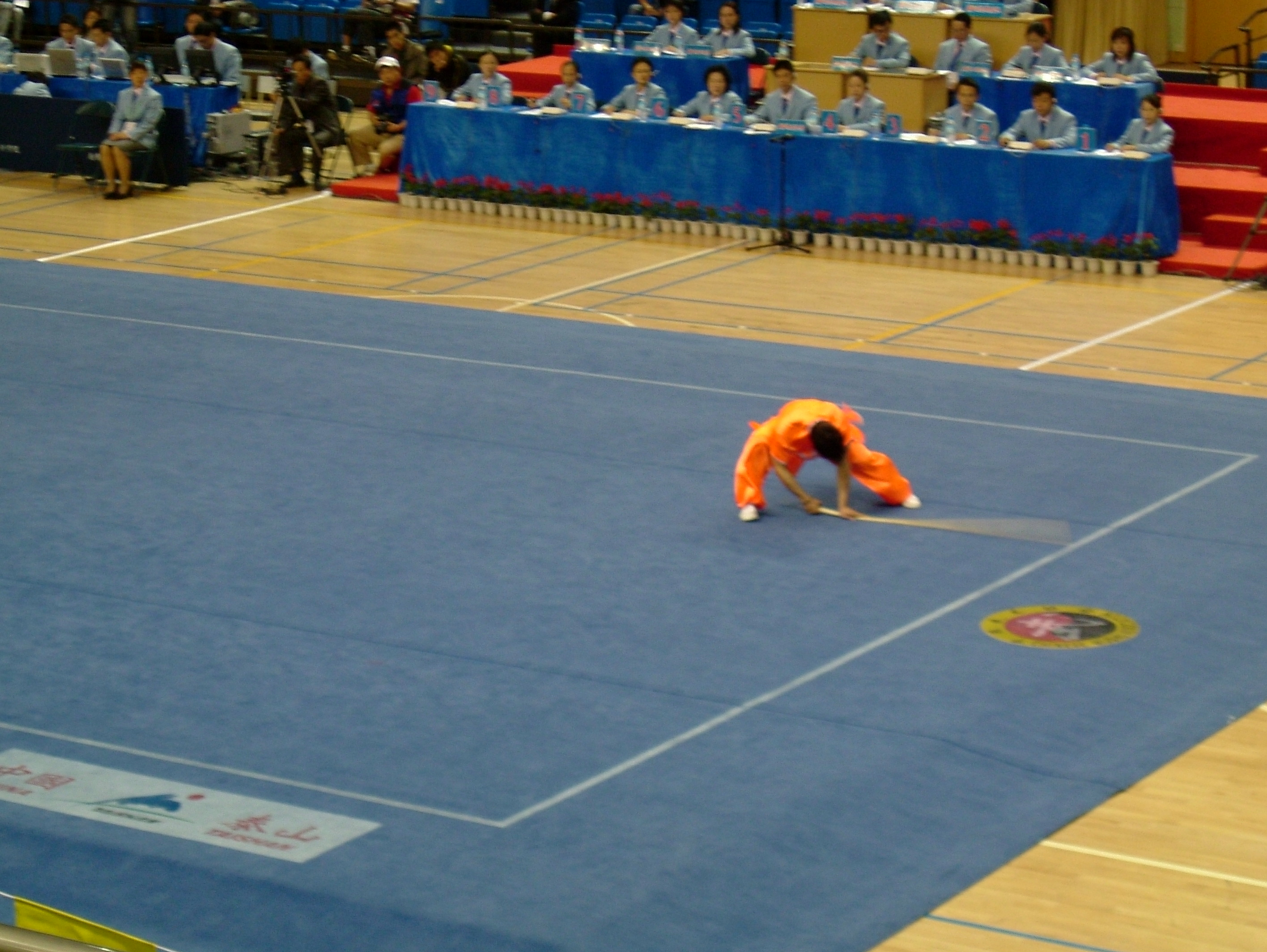
棍

棍也被称作“棒”，中国武术器械裡的一种，屬長兵器。长度约为1.3-2.6米（齊眉棍、七尺棍、九尺棍），也有的长达4米（丈二棍，又稱「殳」），截面一般为圆形，粗细以单手能够把握为准。棍的重量通常约为数千克，用坚硬木杆制成，如中国宋朝军队常用的“杆棒”、“白棒”等；也有一些棍用金属制成，重量较大，可达数十千克，称为“铁杖”、“铁掊”，如《西游记》中孙悟空使用的金箍棒。棍是近战搏斗兵器，它的攻击范围大于刀、枪，自古有“棍扫一大片”的说法。但是棍主要是造成钝器伤和淤伤，其杀伤力比刀、枪等要小。

## 棍的历史
棍来源于原始社会的生产工具，也是最早被用于战争的武器之一。在明朝的抗击倭寇斗争中，一些地方的僧兵就曾经大量装备铁棒作为武器，有效的压制了倭寇长刀的威力。

## 棍術
漢族民族英雄，明代著名抗倭名將、軍事家戚繼光曾說道：「用棍如讀四書，鉤、刀、槍、鈀如各習一經，四書既明，六經之理亦明矣。若能棍則各利器之法，從此得矣。」「耕餘剩記」作者程沖斗：「棍為藝中魁首，凡武備眾器，非無妙用，但身手足法，多不能外手棍。」棍主要是以掄（環轉）、劈（由上往下）、撩（捲起）、摔（投擲）、點（突擊）、戳（戳刺）、挑（由下往上）、撥（擔擋）等等動作，再加上配合各種不同的步法、身法構成有條理的套路結構。其中的特色為剛勁有力、快速、勇猛，練起來棍法密，節奏鮮明、風格潑辣，虎虎生風，有「槍扎一條線，棍打一大片」的說法。

## 参見
- 雙手舞花棍
- 雙節棍
- 連枷
- 打狗棒
- 棍棒